# Диси
Диси (фр. Dicy) насеље је и општина у источном делу централне Француске у региону Бургоња, у департману Јон која припада префектури Осер.
По подацима из 2011. године у општини је живело 330 становника, а густина насељености је износила 32,23 становника/km². Општина се простире на површини од 10,24 km². Налази се на средњој надморској висини од 138 метара (максималној 194 m, а минималној 125 m).

## Демографија
| 1962. | 1968. | 1975. | 1982. | 1990. | 1999. | 2011. |
| ----- | ----- | ----- | ----- | ----- | ----- | ----- |
| 240   | 258   | 261   | 271   | 300   | 315   | 330   |

График промене броја становника у току последњих година